# Dialogue (Bobby Hutcherson)
| Recensione | Giudizio |
| ---------- | -------- |
| AllMusic   |          |

Dialogue è il primo album del vibrafonista jazz statunitense Bobby Hutcherson, pubblicato dalla Blue Note Records nel settembre del 1965.

## Tracce
LP (1965, Blue Note Records, BLP 4198/BST 84198)
Lato A
Musiche di Andrew Hill, eccetto dove indicato.
1. Catta – 7:15
2. Idle While – 6:35 (musica: Joe Chambers)
3. Les noirs marchent – 6:35

Lato B
Musiche di Andrew Hill.
1. Dialogue – 9:58 (musica: Joe Chambers)
2. Ghetto Lights – 6:12

CD (1987, Blue Note Records, CDP 7 46537 2)
Musiche di Andrew Hill, eccetto dove indicato.
1. Catta – 7:15
2. Idle While – 6:35 (musica: Joe Chambers)
3. Les noirs marchent – 6:35
4. Dialogue – 9:58 (musica: Joe Chambers)
5. Ghetto Lights – 6:12
6. Jasper – 8:27 – Traccia bonus

## Formazione
- Bobby Hutcherson – vibrafono, marimba
- Sam Rivers – sassofono tenore, sassofono soprano, clarinetto basso, flauto
- Freddie Hubbard – tromba
- Andrew Hill – pianoforte
- Richard Davis – contrabbasso
- Joe Chambers – batteria

### Produzione
- Alfred Lion – produzione
- Registrazioni effettuate al Van Gelder Studio di Englewood Cliffs, New Jersey il 3 aprile 1965
- Rudy Van Gelder – ingegnere delle registrazioni
- Reid Miles – design copertina album originale
- Francis Wolff – foto copertina album originale
- A. B. Spellman – note retrocopertina album originale [3]